# U-Bahnhof Langenhorn Nord
Der U-Bahnhof Langenhorn Nord ist eine Haltestelle der Linie U1 der Hamburger U-Bahn. Das Kürzel der Station bei der Betreiber-Gesellschaft Hamburger Hochbahn lautet „LN“. Täglich steigen hier 5.232 Personen ein und aus (Mo–Fr, 2019).

## Station
Die Station liegt im Stadtteil Langenhorn. Zwischen den beiden U-Bahn-Gleisen der Station auf einem Bahndamm befindet sich der Mittelbahnsteig. Dieser verfügt neben einer Überdachung im nördlichen Teil über Zugzielanzeiger, Uhren und Sitzbänke. Der bis 2018 einzige Ausgang befindet sich nördlich des Bahnsteigs am Bahnhofsgebäude zwischen den beiden Brückenbauwerken der Gleise an der Südseite der Straße Foorthkamp. Auf dem Bahndamm lag östlich der beiden U-Bahn-Gleise das Gütergleis zwischen Ochsenzoll und Ohlsdorf.
Im Zuge des barrierefreien Ausbaus seit Anfang 2017 erhielt der U-Bahnhof einen zweiten Zugang an der Park+Ride-Anlage mit 98 Stellplätzen und Bike+Ride-Anlage mit 128 Stellplätzen auf der westlichen Seite. Die neue Schalterhalle mit Fahrstuhl wurde am 6. September 2018 in Betrieb genommen. Zusammen mit dieser Baumaßnahme wurde der Bahnsteig auf der vollen Länge erhöht. Die Kosten für den Umbau beliefen sich auf 7 Millionen Euro.
Möglicherweise soll nördlich der Haltestelle ein einfacher Gleiswechsel eingebaut werden, um bei Betriebsstörungen und Baumaßnahmen die zu sperrenden Streckenabschnitte kleiner halten zu können.
Direkt östlich neben dem Bahnhof befindet sich auf der Straße Immenhöven eine Haltestelle der Stadtbuslinie 192 Richtung U-Bahnhof Langenhorn Markt. Etwas weiter östlich, auf der Tangstedter Landstraße, befindet sich eine Haltestelle der Stadtbuslinie 192 und der Nachtbuslinie 606 (letztere nur montags–freitags und Richtung Norderstedt-Glashütte). Aufgrund ihrer verhältnismäßig weiten Entfernung zur U-Bahn-Haltestelle wurde sie im Dezember 2014 in Immenhöven umbenannt.

## Geschichte

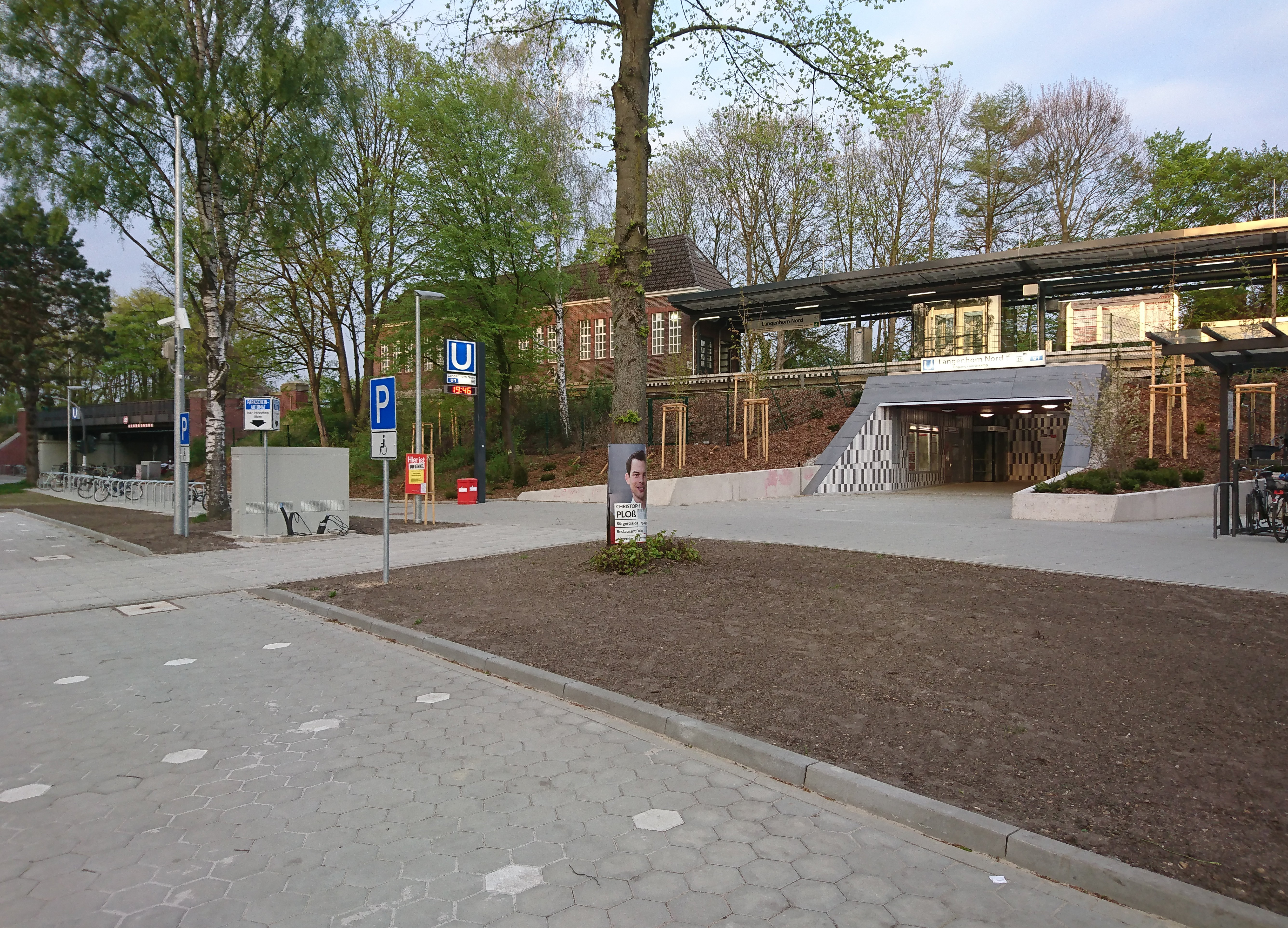
Seitenzugang 2019

Am 1. September 1919 wurde die Station zunächst mit einem provisorischen Bahnsteig am östlich liegenden Gütergleis der Langenhorner Bahn in Betrieb genommen. Im Jahr 1921 wurde dann der richtige Bahnhof in Betrieb genommen, zeitgleich zur Inbetriebnahme des elektrischen Zugverkehres auf der Strecke. Anfangs war das Fahrgastaufkommen wohl sehr gering, was sich aber bis Mitte der 1920er Jahre geändert haben dürfte, da zu der Zeit die östlich der Strecke liegende Fritz-Schumacher-Siedlung entstand. 1940 wurde der Bahnsteig für den Einsatz von längeren Zügen verlängert. In den Nachkriegsjahren bis zu den 1960er Jahren entstand eine dichtere Bebauung rund um den Bahnhof, weswegen das Fahrgastaufkommen weiter stieg.
In der Schalterhalle auf Straßenebene fand der Fahrkartenverkauf und deren Kontrolle durch Personal statt. In den 1960er Jahren wurden vor dem Sperrenbereich mehrere Fahrkartenautomaten für die verschiedenen Preisstufen aufgestellt, die in der zweiten Hälfte der 1970er Jahre durch zwei Mehrpreis-Fahrkartenautomaten ersetzt wurden. Zu dieser Zeit wurde auch die Sperrenanlage abgebaut. Um 1970 wurde der Bahnsteig um ein kleines Stück verlängert, damit 9-Wagen-Züge des damals neuen Typs DT3 eingesetzt werden konnten. In den 1990er Jahren wurde die Abfertigung der Züge durch den Haltestellenwärter ersetzt durch die Selbstabfertigung durch das U-Bahn-Fahrpersonal. Das Abfertigungsgebäude auf dem Bahnsteig wurde dadurch entbehrlich und später entfernt.
Im Sommer 2008 wurde das Gütergleis entfernt, nachdem seit 1991 kein Verkehr mehr darauf stattfand und die Strecke am Bahnhof Ohlsdorf abgebunden wurde. Im Sommer 2013 wurde der Streckenabschnitt Langenhorn Markt bis Ochsenzoll für mehrere Monate gesperrt und u. a. der Bahnhof saniert. Dabei erhielt der Bahnsteig eine Teilerhöhung und das Bahnhofsgebäude einen neuen Anstrich.
| Linie | Verlauf |
| ----- | --- |
| U 1   | Norderstedt Mitte – Richtweg – Garstedt – Ochsenzoll – Kiwittsmoor – Langenhorn Nord – Langenhorn Markt – Fuhlsbüttel Nord – Fuhlsbüttel – Klein Borstel – Ohlsdorf – Sengelmannstraße (City Nord) – Alsterdorf – Lattenkamp (Sporthalle) – Hudtwalckerstraße – Kellinghusenstraße – Klosterstern – Hallerstraße – Stephansplatz (Oper/CCH) – Jungfernstieg – Meßberg – Steinstraße – Hauptbahnhof Süd – Lohmühlenstraße – Lübecker Straße – Wartenau – Ritterstraße – Wandsbeker Chaussee – Wandsbek Markt – Straßburger Straße – Alter Teichweg – Wandsbek-Gartenstadt – Trabrennbahn – Farmsen – Oldenfelde – Berne – Meiendorfer Weg – Volksdorf / Streckenast Ohlstedt – Buckhorn – Hoisbüttel – Ohlstedt \ Streckenast Großhansdorf – Buchenkamp – Ahrensburg West – Ahrensburg Ost – Schmalenbeck – Kiekut – Großhansdorf |